# Duboisialestes tumbensis
Duboisialestes tumbensis är en fiskart som först beskrevs av Hoedeman, 1951.  Duboisialestes tumbensis ingår i släktet Duboisialestes och familjen Alestidae. IUCN kategoriserar arten globalt som livskraftig. Inga underarter finns listade i Catalogue of Life.